# ボン イマージュ
株式会社ボン イマージュ（Bon Image）は、東京都港区南青山にあるモデルエージェンシー。一般社団法人日本モデルエージェンシー協会加盟。名称イマージュ。

## 概要
1980年に設立され、外国人招聘モデル、日本人&ハーフモデル、アーティスト・文化人のマネージメントを行っている。創立以来、国内、海外で活躍するトップモデルを育成、輩出しているエージェンシーである。 関連事務所として、カメラマン、ヘアメイク、スタイリストのマネージメント、広告企画制作やWEB制作、演出を手掛ける株式会社SIGNOがある。 2015年2月グループ会社の芸能プロダクション、株式会社イマージュエンターテインメントを設立。主に俳優、タレントのマネージメントが行われている。

## 沿革
- 1980年（昭和55年） - 株式会社ボン イマージュを港区南青山に設立。外国人モデル招聘を始め、広告企画に関わる業務を開始。
- 1988年（昭和63年） - アーティストセクションをスタート。
- 1999年（平成11年） - 日本人女性モデルセクションをスタート。
- 2000年（平成12年） - 制作に特化した有限会社シグノを別会社として設立。
- 2006年（平成18年） - 有限会社シグノを株式会社シグノに組織変更。
- 2009年（平成21年） - 日本人・ハーフ男性モデルセクションをスタート。
- 2013年（平成25年） - アーティストセクションを株式会社シグノに移して統合。現在は、アーティストのマネージメント及びプロダクション業務に特化して活動。
- 2014年（平成26年） - オフィスを現住所（港区南青山1-15-14-5F）に移転
- 2015年（平成27年）2月 - 俳優・スポーツ選手・アーティストに特化した株式会社イマージュエンターテインメントを別会社として設立。

## 主な所属モデル
女性
- 森星＊業務提携
- 和央ようか
- RINA (ファッションモデル)
- ブレンダ (モデル)
- 熊澤千絵 (モデル)
- SAWA
- Sachi (モデル)
- JUN
- 松岡モナ
- 美佳
- 阿部ジュリア
- 立野リカ
- 中田みのり
- 安藤ニコ
- ALEXA
- 細谷理紗
- マイコティファニー
- Shen
- 門田怜
- 大西葉月
- 遠藤さくら[注 1]
- KEITO
- 藤田 エミリ
- 田迎生成
- 関マリアンナ
- 吉川セラ
- Elisa
- 中村葉子
- 中嶋杏里沙
- ロリーナ
- 泉はる
- ハルナ
- 森崎リイナ
- 宮澤リタ
- メーガン花子
- 遠藤 かのん
- 桃井 亜衣良
- 吉川セラ
- 水野 梨央
- 芦田ユリナ
- 阿南佳那
- 野口ジュリ
- アシュリー
- 橘モニカ
- 齋藤エリナ
- 岡本百恵
- 冴島理映
- 森下久美
- 古谷恵
- YUI
- YUUKI
- 川島ミュウ
- レンナ

男性
- NOZOMU
- 阿部トモ
- 中村太郎
- 山田大地
- サイヤン
- Kaito
- 隆太郎
- 今西龍君
- KAZ
- 祥太郎
- 浅井小次郎
- 武内秀龍
- Calvin城
- レナン
- NABI
- Rose
- シールズ啓司
- 望月エルビス
- Sean
- Jay Dossor
- レオ中田
- ガブリエル
- Jay McMillan
- Noah
- 三浦アラン
- 三浦レオン
- Jianyi Huang
- 野村祐希
- 里村海
- マルコス宏
- マエル
- シド
- マリユス
- リアム
- ジョージボルトン
- 北原慎也
- 土屋磨周
- タクロウチェウン
- テディ
- TAKUMA
- Hunter Cort
- 岡井空也
- 岩永勇吾
- Andy
- Tim

## 過去の所属者
- 冨永愛
- 杏
- すみれ
- 福島リラ
- スプツニ子! - アーティスト
- 国山ハセン - TBSアナウンサー
- 水原佑果
- ローレン・サイ
- オードリー亜谷香
- 国木田彩良
- 吉田沙世
- LIZA
- 麻宮彩希
- きなり
- Sonoya
- 田頭華
- 和香
- Angie
- 河内ユイコ
- 柿木理紗
- 滝川その美
- 千弓
- 晶
- 小田鈴音
- 本山琴美
- Michi/michimemoir
- バンブー柚子
- 丸山リサ
- 西澤絵理
- 愛実
- 井戸川百花